# 갬빗 (1966년 영화)
《갬빗》(영어: Gambit)은 미국에서 제작된 로널드 님 감독의 1966년 하이스트 코미디 영화이다. 셜리 매클레인, 마이클 케인 등이 출연하였다. 1967년 제39회 아카데미상에서 3개 부문에 후보 지명되었다.
2012년 동명 리메이크 영화가 개봉하였다.

## 출연진
- 셜리 매클레인
- 마이클 케인
- 허버트 롬
- 로저 C. 카멀
- 아널드 모스
- 존 애벗
- 리처드 앵거롤라
- 모리스 마르사크

## 기타 제작진
- 미술: 알렉산더 골릿슨, 조지 C. 웨브
- 의상: 장 루이

## 수상
이 영화는 1967년 제39회 아카데미상에서 3개 부문에 후보 지명되었다.
- 미술 감독상 (컬러 부문)
- 의상상 (컬러 부문)
- 음향상